# SABIC
Saudi Basic Industries Corporation (араб.  الشركة السعودية للصناعات الأساسية‎) SABIC — нефтехимическая компания Саудовской Аравии. Работает в 50 странах мира. Крупнейшим акционером является Saudi Aramco (70 %). Штаб-квартира находится в Эр-Рияде. В списке крупнейших компаний мира Forbes Global 2000 за 2021 год заняла 481-е место (307-е по размеру выручки, 462-е по активам и 155-е по рыночной капитализации).

## История
В первой половине 1970-х годов цена на нефть выросла с 2 долларов до 30 долларов за баррель; резкое увеличение доходов Саудовской Аравии позволило начать индустриализацию страны. Была создана система газопроводов для транспортировки сопутствующего газа и построены предприятия по переработке природного газа в химикаты. Для строительства этих предприятий были выбраны два рыбацких посёлка, Эль-Джубайль на побережье Персидского залива и Янбу-эль-Бахр на побережье Красного моря; для управления этими предприятиями в 1976 году была создана Saudi Basic Industries Corporation (SABIC, «Саудовская корпорация основных отраслей промышленности»). В следующие годы было создано несколько совместных предприятий с такими компаниями, как Dow Chemical, Exxon, Shell, Mitsubishi, Korf-Stahl и Taiwan Fertilizer Company.
В 1982 году первым предприятием, начавшим работу в рамках проекта, стал сталелитейный комбинат HADEED. Также к этому времени было завершено создание сети газопроводов Master Gas System. В 1983 году начали работу предприятия SAMAD (производство удобрений) и AR-RAZI (производство метанола), а также была открыта штаб-квартира SABIC в Эр-Рияде. В 1984 году 30 % акций были размещены на Саудовской фондовой бирже, остальные контролировались правительством. Уже в 1985 году на компанию приходилось 5 % мирового производства полиэтилена. К концу 1980-х годов объём произведенной продукции превысил 10 млн тонн, были открыты представительства в Лондоне, Нью-Йорке, Токио и Гонконге. В 1997 году была открыта лаборатория в Хьюстоне (Техас), а в 1998 году — в Нью-Дели (Индия). К 2001 году объём производства достиг 35 млн тонн. В 2002 году за 2,25 млрд евро было куплено нефтехимическое подразделение нидерландской компании DSM с двумя заводами в Нидерландах и одним в Германии; покупка сделала SABIC 11-й крупнейшей химической компанией в мире. В 2007 году европейские операции были расширены покупкой у Huntsman Corporation завода в Великобритании. Также в этом году за 11,6 млрд долларов было куплено подразделение пластмасс у General Electric; в нём работало 11 тыс. сотрудников в 20 странах.
В 2009 году компания совместно с Sinopec начала строительство нефтехимического комплекса в КНР стоимостью 3 млрд долларов. В 2018 году была куплена 25-процентная доля в швейцарской компании Clariant. В марте 2019 года 70-процентную долю в SABIC купила Saudi Aramco; ранее этот пакет акций принадлежал Суверенному фонду Саудовской Аравии, стоимость сделки составила 69,1 млрд долларов.

## Деятельность
Научно-исследовательские центры имеются в Саудовской Аравии, КНР, Японии, Южной Корее, Индии, Нидерландах, Испании и США. Производственные мощности расположены в Саудовской Аравии, КНР, Японии, Южной Корее, Индии, Сингапуре, Таиланде, Бахрейне, Турции, Австрии, Германии, Великобритании, Нидерландах, Бельгии, Италии, Испании, США, Канаде, Мексике, Бразилии и Аргентине.
Основные подразделения по состоянию на 2021 год:
- Нефтехимия — производство различной нефтехимической продукции, включая полиэтилен, полипропилен, олефины, гликоли, ароматические соединения, высокотехнологичные полимеры для литий-ионных аккумуляторов и конденсаторов, 45,9 млн тонн продукции, выручка 149,9 млрд риалов;
- Агрохимия — производство удобрений, 7,6 млн тонн продукции, выручка 12,2 млрд риалов;
- Сталь — производство стальных изделий на комбинате Хадид, 4,6 млн тонн продукции, выручка 12,8 млрд риалов.

Географическое распределение выручки:
- Саудовская Аравия — 17 %;
- Китай — 19 %;
- остальная Азия — 21 %;
- Европа — 22 %;
- Америка — 9 %;
- другие регионы — 12 %.